# 김기중 (가수)
김기중(金基重, 2001년 1월 24일 ~)은 대한민국의 가수다. 2017년 IM 디지털 싱글 앨범 [SAD STORY]로 데뷔했다.

## 학력
- 고척중학교
- 서울공연예술고등학교 실용음악과
- 동아방송예술대학교 방송연예계열 K-POP 전공 / 전문학사

## 방송
- 아이돌 리부팅 프로젝트 더 유닛 (2017~2018) - 8위
- 극한데뷔 야생돌 (2021)
- 유니버스 리그 (2024)

## 음반
- SAD STORY (2017)
- BOYHOOD (2018)
- BLACK HEART (2018)

## 공연
- 2018 드림콘서트 (2018)
- 2018 UNB Fan-Con：LET＇S BEGIN，UNME (2018)
- K-STAR Concert (2018)